# Juan de Espinosa

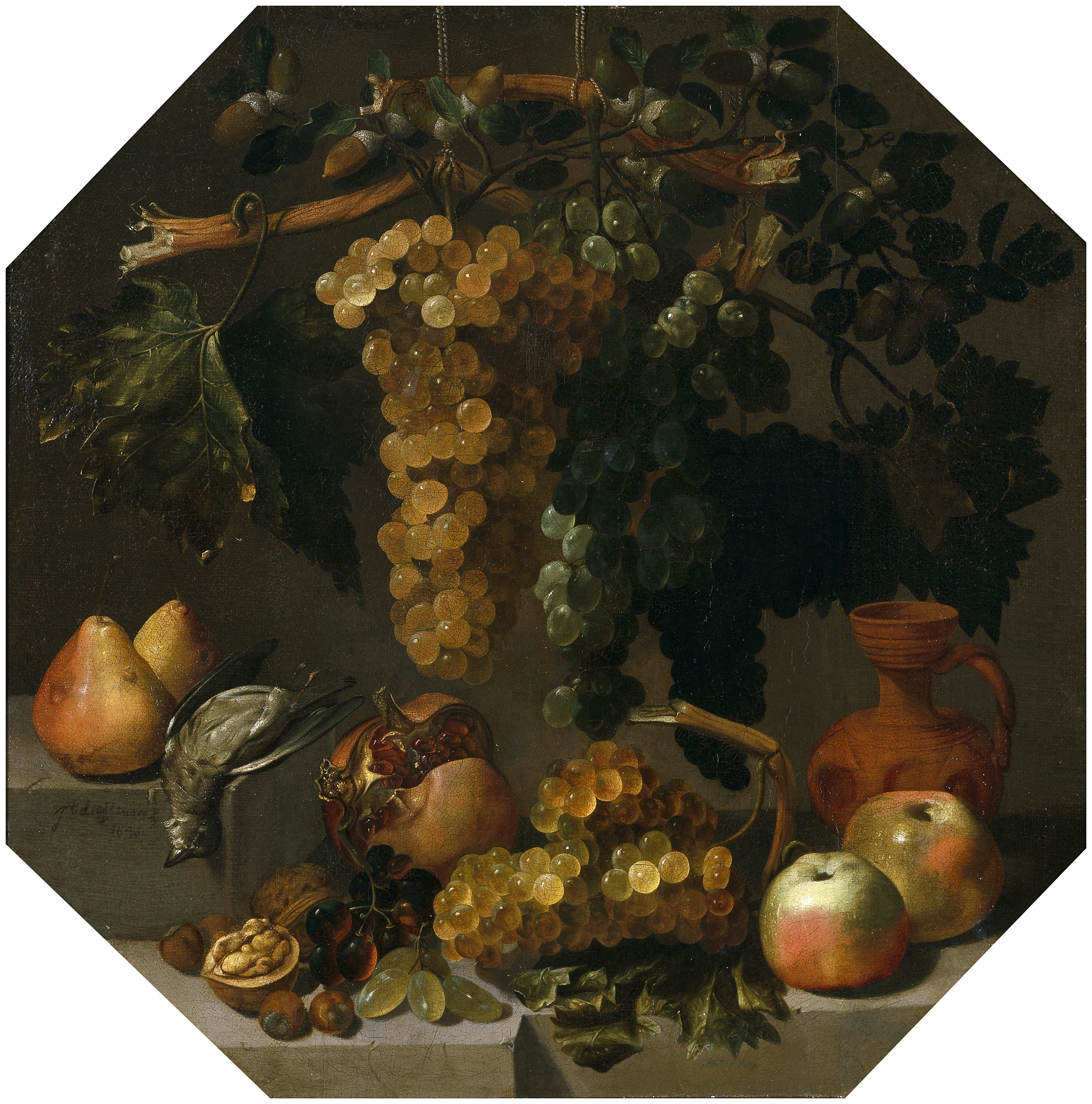
Bodegón ochavado con racimos de uvas, 1646, óleo sobre lienzo, 67 x 68 cm, Museo del Prado.

Juan de Espinosa (activo entre 1628 y 1659), fue un pintor barroco español, especializado en la pintura de bodegones.

## Biografía
Se conocen dos pintores casi homónimos, activos en Madrid y dedicados ambos a la pintura de naturalezas muertas, lo que ha dado lugar a confusiones entre ellos e incluso con un Juan de Espinosa, dorador de retablos, documentado en Madrid entre 1608 y 1613, casado con María de Aranda en la parroquia de San Sebastián. El segundo de los hijos de este matrimonio, nacido en 1610 y también llamado Juan, podría ser el mejor conocido de los dos pintores de bodegones de este nombre.

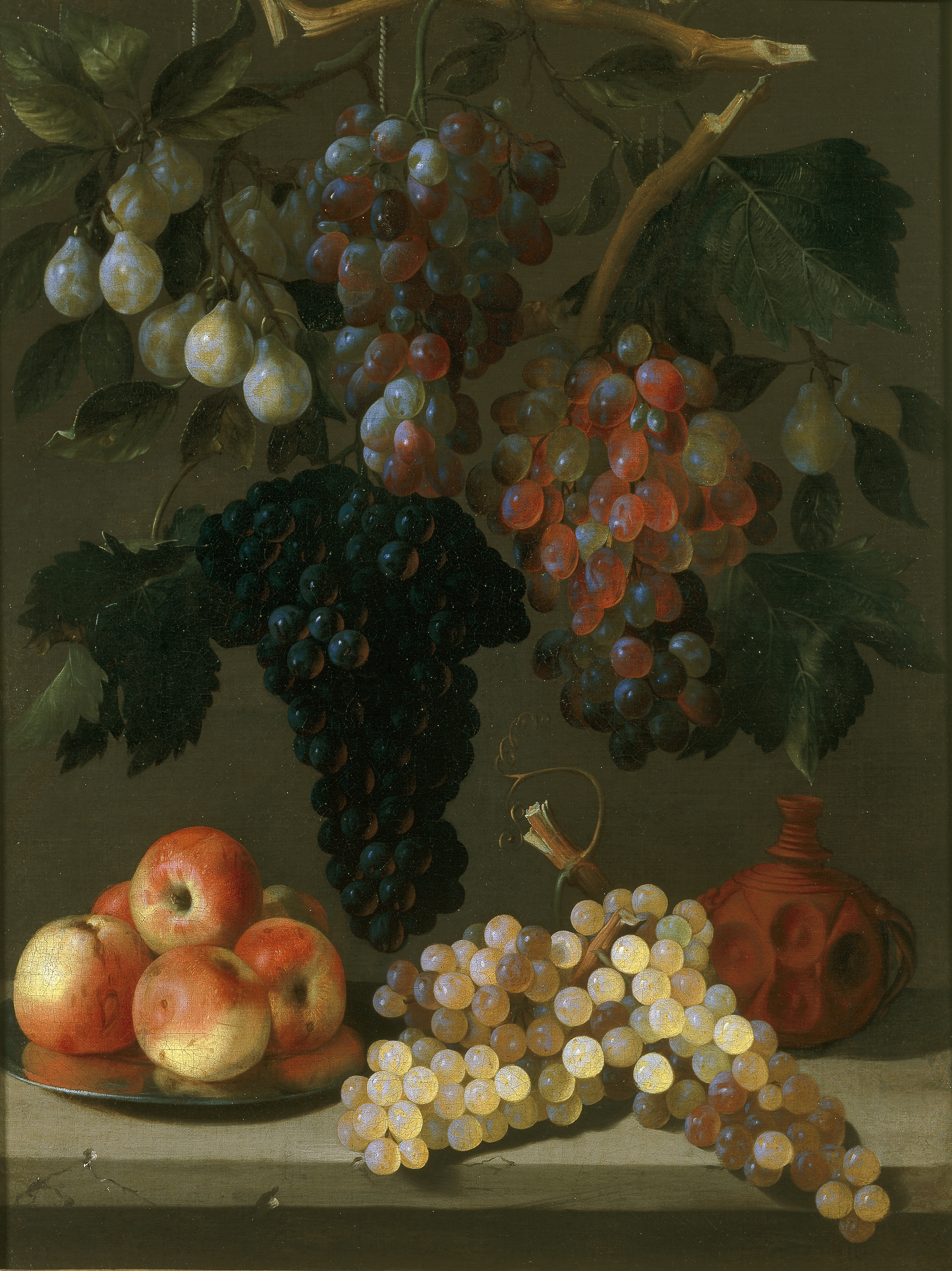
Bodegón de uvas, manzanas y ciruelas, 1630, óleo sobre lienzo, 76 × 59 cm, Museo del Prado; ejemplo de bodegón típico español de la primera mitad del siglo.

El mayor de los Espinosa bodegonistas ha de ser el que firma Joanes Bapta. Despinosa faciebat Anno D’1624, un bodegón de piezas de plata que fue propiedad de la Fundación Hilman Reksten de Bergen (Noruega, actualmente en el Museo de Bellas Artes de Asturias, colección Masaveu), utilizando la misma fórmula que empleó en 1612 al ingresar en la cofradía del Sacramento de la parroquia de San Sebastián en Madrid. En fecha incierta tasó el retablo mayor de la parroquial de Alcaudete de la Jara (Toledo), lo que ha dado pie a pensar que repartiese su trabajo entre Madrid y Toledo. Poco más se sabe de él, salvo que había fallecido ya en 1641, cuando su viuda hizo testamento. Estilísticamente es pintor estrechamente vinculado a la obra de Juan van der Hamen, con su mismo sentido del orden y de la simetría.
El segundo, más joven, activo aún en 1659, firmó Juan de Espinosa en la carta de dote del pintor Francisco de Burgos Mantilla en 1645, la misma fecha que llevaba un Bodegón de flores y frutas, del Museo del Louvre, firmado del mismo modo. Se trata de un pintor más libre, de colores brillantes e iluminación intensa aplicada a composiciones complejas. De la misma mano que el óleo del Louvre son sendos bodegones de frutas del Museo Nacional del Prado y el Bodegón con pájaro muerto del Museo de Córdoba (depósito del Prado), procedentes los tres de las colecciones reales, en todos los cuales muestra el mismo tratamiento preciosista de las uvas, logrado a base de veladuras, y la entonación rojiza clara. Más compleja es la relación que se establece entre las distintas piezas en el Bodegón ochavado con racimos de uvas, firmado en 1646. Ingresado en 2006 en el Museo del Prado, con otros dos bodegones de Espinosa procedentes de la colección Naseiro, en él aparece de nuevo un pajarillo muerto, ahora en disposición diagonal, entre racimos de uvas, peras, manzanas, algún fruto seco y un cacharro de barro rojizo mexicano semejante al empleado en el bodegón del Louvre. El tratamiento pormenorizado y a la vez fresco de las frutas, particularmente de las uvas, que parecen recibir la luz desde su interior, y la utilización de contraluces para perfilar las hojas de pámpano, aproximan estilísticamente el trabajo de este pintor a la obra de Juan Fernández, el Labrador.
Aún se conoce otro Juan de Espinosa coetáneo, pintor navarro que falleció en 1653 en San Millán de la Cogolla, cuando trabajaba en las pinturas del claustro, pintor discreto de obras religiosas apegado a la tradición claroscurista.